# Főnyed
Főnyed község Somogy vármegyében, a Marcali járásban.

## Fekvése
Marcalitól északnyugatra, Vörs, Tikos és Sávoly közt fekvő település.

## Története
Főnyed Árpád-kori település, melynek neve a középkorban Fevenyed alakban írva fordult elő, és már 1261-ben említették oklevelekben. 1406-ban és 1418-ban Berzenczei Lóránt fia, György nyerte adományul, később pedig 1474-ben Páti Török Mihály birtokának írták. 1480-ban Berzenczei György fia, Sandrin, pert indított Páti Török Kocsárd ellen, Főnyed birtokáért. 1486-ban Mátyás király Török László itteni birtokait Tolnai Bornemisza János alkincstartónak adományozta. 1536-ban pedig Nagyfövényed már a Páti Török családé, Fövényed pedig Fajsz Ferencé volt és még 1550-ben is ugyanők voltak a földesurai. Egy, az 1703 előtti évből való fegyverjog-összeírás szerint már csak puszta volt és a Festetics család birtokai közé tartozott. 1773-ban már önálló jobbágyközség volt, majd az 1900-as évek elején Festetics Tasziló hercegnek volt itt nagyobb birtoka.
A 20. század elején Somogy vármegye Marcali járásához tartozott.
1910-ben 350 magyar lakosa, ebből 339 római katolikus, 4 református, 7 evangélikus volt.

## Közélete

### Polgármesterei
- 1990–1994: Marton István (független)[3]
- 1994–1998: Marton István (független)[4]
- 1998–2002: Marton István (független)[5]
- 2002–2006: Marton István (független)[6]
- 2006–2010: Marton István (független)[7]
- 2010–2014: Marton István (független)[8]
- 2014–2019: Marton István (független)[9]
- 2019–2024: Marton István (független)[10]
- 2024– : Marton István (független)[1]

## Népesség
A település népességének változása:
| Lakosok száma | 78   | 82   | 79   | 71   | 82   | 87   | 77   |
|               | 2013 | 2014 | 2015 | 2021 | 2022 | 2023 | 2024 |

A 2011-es népszámlálás során a lakosok 93,9%-a magyarnak, 4,9% cigánynak, 3,7% németnek, 1,2% románnak mondta magát (3,7% nem nyilatkozott; a kettős identitások miatt a végösszeg nagyobb lehet 100%-nál). A vallási megoszlás a következő volt: római katolikus 78%, református 1,2%, felekezet nélküli 7,3% (11% nem nyilatkozott).
2022-ben a lakosság 82,9%-a vallotta magát magyarnak, 9,8% cigánynak, 7,3% németnek, 3,7% egyéb, nem hazai nemzetiségűnek (12,2% nem nyilatkozott; a kettős identitások miatt a végösszeg nagyobb lehet 100%-nál). Vallásuk szerint 48,8% volt római katolikus, 2,4% református, 1,2% evangélikus, 13,4% felekezeten kívüli (34,1% nem válaszolt).

## Külső hivatkozások
- Főnyed köszönti Önt!